# Rechberg (bjerg)
Rechberg er et 707 meter højt bjerg syd for Schwäbisch Gmünd beliggende ved Schwäbische Albs nordlige udkant. Sammen med de mod syd liggende Stuifen og den mod vest liggende Hohenstaufen danner deres silhuet gruppen drei Kaiserberge.Rechberg har siden 1979 været et statanerkendt rekreationsområde.
Plateauet på toppen krones af den barokke valfartskirke Sankt Mariakirke . Den blev bygget i 1686-1688 af grev Bernhard Bero von Rechberg. Allerede i det 15. århundrede var Rechberg et valfartsmål.
På bjergets vestlige skulder ligger omkring 100 meter lavere ruinerne af staufernes stamborg  Hohenrechberg. Den var det historiske såvel som det administrative centrum i deres besiddelser.
Rechberg ligger ved bebyggelsen Rechberg, der er en del af Schwäbisch Gmünd.
- Fæstningen Hohenrechberg
- Valfartskirken

## Literatur
- Rechberg – Ein Heimatbuch: Ortschronik Rechberg, Stadtteil von Schwäbisch Gmünd. Einhorn-Verlag, Schwäbisch Gmünd 2004, ISBN 3-936373-16-7.